# Charter Oak

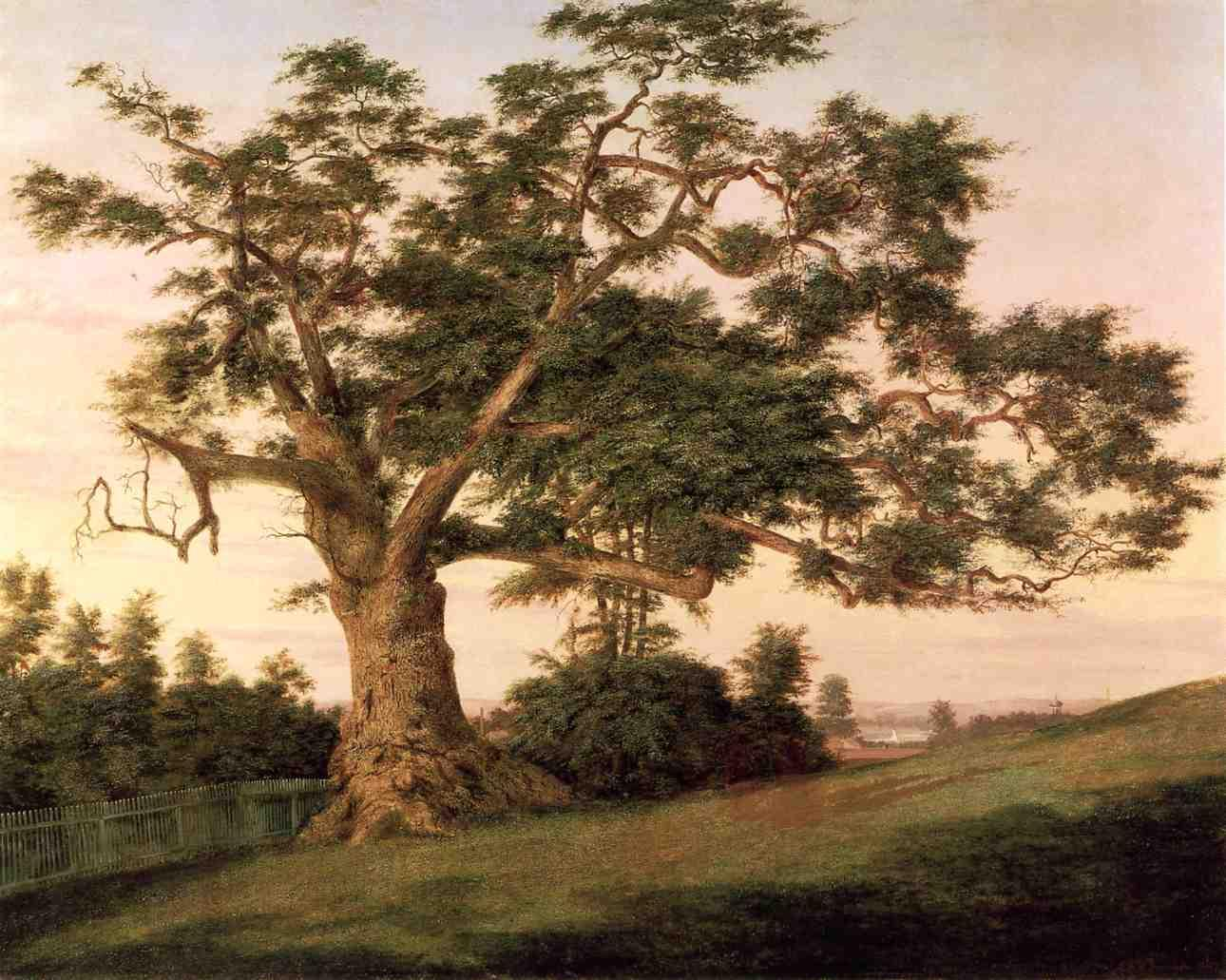
The Charter Oak, óleo sobre lienzo, Charles De Wolf Brownell, 1857. Ateneo de Wadsworth

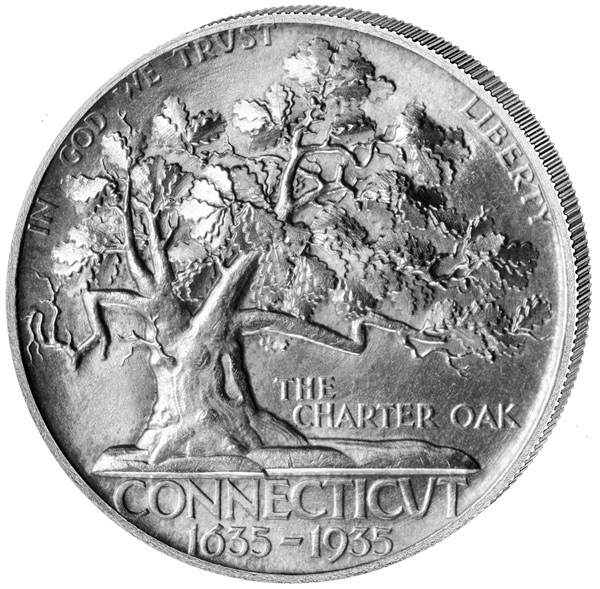
Moneda de medio dólar de Connecticut de 1935 conmemorativo que representa el Charter Oak

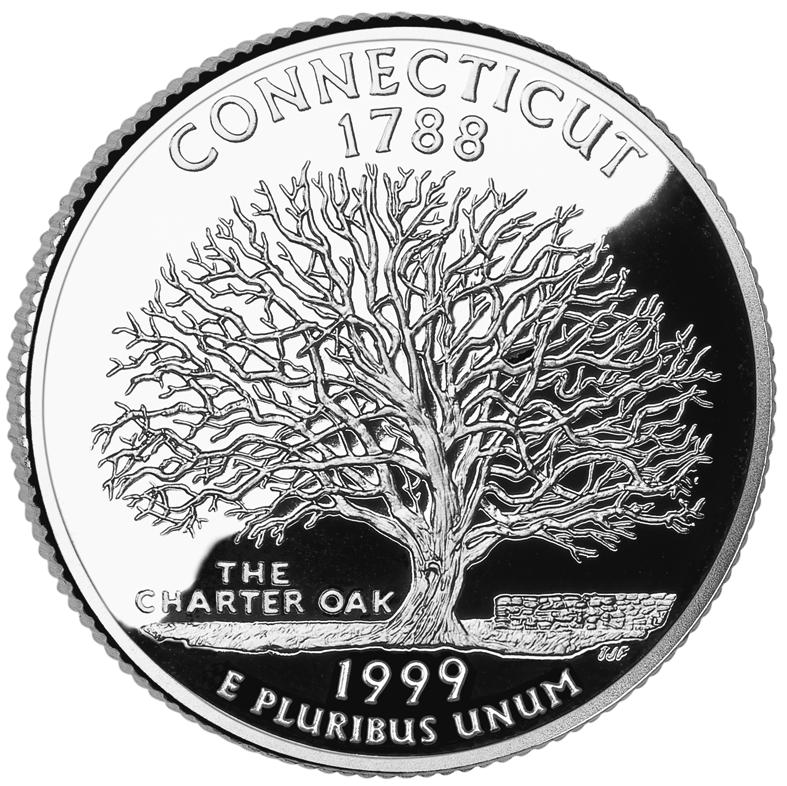
The Charter Oak en el cuarto de dólar de Connecticut de la serie de los 50 estados.

El Charter Oak era un roble blanco inusualmente grande que crecía en Wyllys Hyll en Hartford, Connecticut, Estados Unidos, desde alrededor del siglo XII o XIII hasta que cayó durante una tormenta en 1856. Según la tradición, la Carta Real de Connecticut de 1662 estaba escondida dentro del hueco del árbol para frustrar su confiscación por el gobernador general inglés. El roble se convirtió en un símbolo de la independencia estadounidense y se conmemora en el cuarto de dólar del estado de Connecticut. En 1935, para el tricentenario de Connecticut, también apareció en un medio dólar conmemorativo y en un sello postal.